# Tim Warfield
Timothy Reginald 'Tim' Warfield jr. (York (Pennsylvania), 2 juli 1965) is een Amerikaanse jazzsaxofonist. Hij is betrokken bij verschillende Grammy Award-genomineerde albums van Stefon Harris en Nicholas Payton

## Biografie
Warfield begon op 9-jarige leeftijd altsaxofoon te leren, meestal als autodidact. Op de middelbare school stapte hij over op tenorsaxofoon, speelde hij in verschillende ensembles en werd hij erkend als solist in verschillende competities. Hij studeerde twee jaar aan de Howard University voordat hij professioneel muzikant werd en toonaangevende bands in Pennsylvania en Baltimore leidde. Vanaf 1990 maakte Warfield drie jaar deel uit van het Marlon Jordan-kwintet. Daarnaast was hij betrokken bij het succesvolle album van de Tough Young Tenors in 1991 en toerde hij internationaal met de Jazz Futures van George Wein. In hetzelfde jaar behaalde hij de derde plaats op de Thelonious Monk International Jazz Saxophone Competition. Hij vergezelde Shirley Scott ook in Bill Cosby's You Bet Your Life. Tussen 1994 en 1999 was Warfield lid van de band van Christian McBride en sloot zich vervolgens aan bij Nicholas Payton. Hij verscheen ook in de jaren 1990 met Jimmy Smith en Donald Byrd, maar ook met Michele Rosewoman, Dizzy Gillespie, Isaac Hayes, Charles Fambrough, Joey DeFrancesco en Danilo Pérez.
Onder zijn eigen naam bracht Warfield in 1995 het album A Cool Blue uit, dat een van de belangrijkste albums van het jaar was voor critici van de New York Times dat jaar, net als zijn album Gentle Warrior in 1998 (met Cyrus Chestnut, Tarus Mateen, Clarence Penn, Terell Stafford en Nicholas Payton). In 1999 werd hij voor het eerst door critici van de downbeat erkend als een talent dat verdere aandacht verdient. Hij nam zijn album Jazz Is… (Criss Cross Jazz 2001) op met een vergelijkbare bezetting, aangevuld met Stefon Harris. Hij behoorde ook tot het kwintet van Terell Stafford in 2006. Zijn album A Sentimental Journey (2010) werd benadrukt, evenals zijn Monk-tribuut Spherical (2015, met Eddie Henderson, Orrin Evans, Ben Wolfe en Clarence Penn). Tussen 1984 en 2018 was hij volgens Tom Lord betrokken bij 74 opnames op het gebied van jazz. Warfield is sinds 2018 lid van de Pennsylvania Council for the Art. In datzelfde jaar werd hij coördinator van de jazzmaster aan de Temple University.
- Gemeinsame Normdatei: 134990110
- International Standard Name Identifier: 0000 0000 5515 5553
- Library of Congress Control Number: n96044926
- MusicBrainz: dc8245f7-d858-4651-b31c-6d96b98dc863
- Nationale Bibliotheek van Israël: 987007411287605171
- Virtual International Authority File: 5128418
- WorldCat: E39PBJh4qYgBGxTbqGM4XkHBfq